# Mammea novoguineensis
Espèce
Synonymes
- Ochrocarpos novoguineensis Kan. & Hat.[1]

Statut de conservation UICN

 DD  : Données insuffisantes
Mammea novoguineensis est une espèce de plantes à fleurs de la famille des Calophyllaceae.

## Publication originale
- Djawa. Kehut. Indon. Bag. Plan. Kehut. 13. 1956.